# شنای آزاد

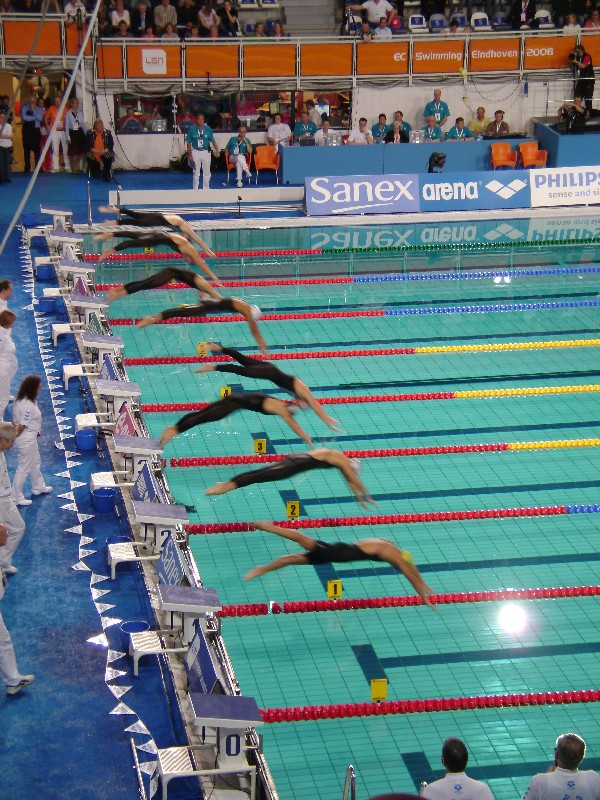
شروع رقابت ۴۰۰ متر آزاد زنان در مسابقات ورزش‌های آبی اروپا ۲۰۰۸

شنای آزاد گونه‌ای از شنا است که توسط فینا تعریف شده و در مسابقات مختلف جهانی و المپیک اجرا می‌شود که از سریع‌ترین سبک‌های شنا محسوب می‌شود.

## مسابقات

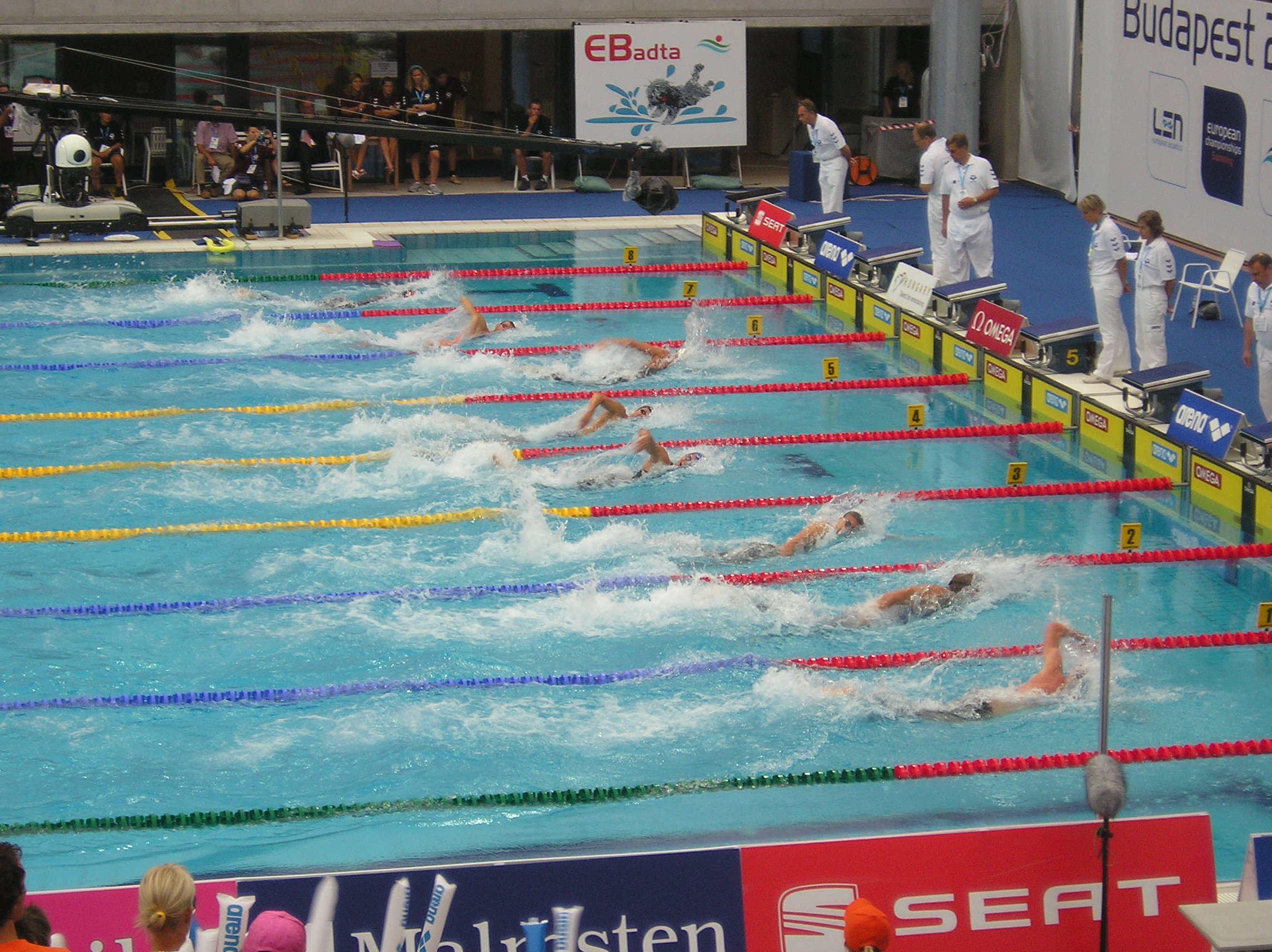
مسابقات ۱۰۰ متر آزاد مردان در مسابقات ورزش‌های آبی اروپا ۲۰۰۶

- ۵۰ متر آزاد
- ۱۰۰ متر آزاد
- ۲۰۰ متر آزاد
- ۴۰۰ متر آزاد (۵۰۰ یارد)
- ۸۰۰ متر آزاد (۱۰۰۰ یارد)
- ۱۵۰۰ متر آزاد (۱۶۵۰ یارد)
- ۴×۵۰ متر آزاد امدادی
- ۴×۱۰۰ متر آزاد امدادی
- ۴×۲۰۰ متر آزاد امدادی